# Pseudogramma
Pseudogramma är ett släkte av fiskar. Pseudogramma ingår i familjen havsabborrfiskar.
Kladogram enligt Catalogue of Life:
| Pseudogramma | \| \| Pseudogramma astigma \| \| \| \| \| \| Pseudogramma australis \| \| \| \| \| \| Pseudogramma axelrodi \| \| \| \| \| \| Pseudogramma erythrea \| \| \| \| \| \| Pseudogramma gregoryi \| \| \| \| \| \| Pseudogramma guineensis \| \| \| \| \| \| Pseudogramma megamyctera \| \| \| \| \| \| Pseudogramma pectoralis \| \| \| \| \| \| Pseudogramma polyacantha \| \| \| \| \| \| Pseudogramma thaumasia \| \| \| \| \| \| Pseudogramma xantha \| \| \| \| |
|              | \| \| Pseudogramma astigma \| \| \| \| \| \| Pseudogramma australis \| \| \| \| \| \| Pseudogramma axelrodi \| \| \| \| \| \| Pseudogramma erythrea \| \| \| \| \| \| Pseudogramma gregoryi \| \| \| \| \| \| Pseudogramma guineensis \| \| \| \| \| \| Pseudogramma megamyctera \| \| \| \| \| \| Pseudogramma pectoralis \| \| \| \| \| \| Pseudogramma polyacantha \| \| \| \| \| \| Pseudogramma thaumasia \| \| \| \| \| \| Pseudogramma xantha \| \| \| \| |
|              | Pseudogramma astigma |
|              | |
|              | Pseudogramma australis |
|              | |
|              | Pseudogramma axelrodi |
|              | |
|              | Pseudogramma erythrea |
|              | |
|              | Pseudogramma gregoryi |
|              | |
|              | Pseudogramma guineensis |
|              | |
|              | Pseudogramma megamyctera |
|              | |
|              | Pseudogramma pectoralis |
|              | |
|              | Pseudogramma polyacantha |
|              | |
|              | Pseudogramma thaumasia |
|              | |
|              | Pseudogramma xantha |
|              | |